# يو إف سي ليلة القتال: ماكدونالد ضد تومسون
يو إف سي ليلة القتال: ماكدونالد ضد طومسون (بالإنجليزية: UFC Fight Night: MacDonald vs. Thompson)‏ هو حدث لفنون القتال المختلطة نظمته يو إف سي، أُقيم في 18 يونيو 2016، على تي دي بلايس أرينا في أوتاوا، أونتاريو، كندا.